# Federação Angolana de Voleibol
Die Federação Angolana de Voleibol (FAVB, port. für: Angolanische Volleyball-Föderation) ist der Dachverband für Volleyball in Angola. Die FAVB hat ihren Sitz im Sportkomplex Complexo Desportivo da Cidadela, auch als Pavilhão da Cidadela bekannt, in der Hauptstadt Luanda.
Die FAVB gehört u. a. dem Volleyball-Weltverband Fédération Internationale de Volleyball (FIVB) und dem afrikanischen Kontinentalverband Confédération Africaine de Volleyball an. Zudem ist sie Mitglied des Comité Olímpico Angolano, des Nationalen Olympischen Komitees Angolas.

## Geschichte
Als Vater des Volleyballs in Angola gilt Gustavo Cruz (* 1939), ein Angolaner portugiesischer Abstammung. Dieser bemühte sich bereits lange vor der Unabhängigkeit des Landes 1975 um den Sport, parallel zu seiner Tätigkeit als Fußballtrainer im Verein CD Primeiro de Agosto. Doch gelang es ihm erst danach, im Zeichen der allgemeinen nationalen Aufbruchsstimmung, der Idee einer angolanischen Volleyball-Nationalmannschaft und damit verbunden der Schaffung eines nationalen Volleyballverbandes Gehör zu verschaffen. Als Mitbegründer des nationalen Militär-Sportkomitees Comité Desportivo Nacional Militar (CODENM) gelang dem General Rui Filomeno de Sá die Durchsetzung der Idee. Sá gehörte zu einer Gruppe von Volleyballfreunden rund um Cruz.
Sá wurde 1978 erster Präsident der neugeschaffenen Federação Angolana de Voleibol, Cruz wurde erster Nationaltrainer. Noch im gleichen Jahr wurde die FAVB vom Weltverband FIVB aufgenommen.
Der Sport blieb in Angola jedoch bis heute im Schatten anderer Sportarten, insbesondere des Fußballs, des Basketballs und des Rollhockeys. Als Folge ist der angolanische Volleyball international nur unregelmäßig vertreten. So nahm erst 2013 mit dem CD Primeiro de Agosto erstmals wieder nach 15 Jahren ein angolanischer Klub an der afrikanischen Volleyball Champions League teil.
Die Anzahl der Volleyballspieler in Angola nimmt nur langsam zu. Als ansatzweise populär hat sich dabei die Beachvolleyball-Meisterschaft der FAVB erwiesen. Der Campeonato Nacional de Volei de Praia gilt als öffentlichkeitswirksamste Volleyballveranstaltung im Land und wird alljährlich im Frühjahr als Turnier ausgetragen, auf der Halbinsel Ilha do Cabo vor der Hauptstadt Luanda.

## Aktivitäten
Die FAVB betreut die angolanischen Volleyball-Nationalmannschaften, so die Angolanische Volleyballnationalmannschaft der Männer und die Angolanische Volleyballnationalmannschaft der Frauen.
Ihnen gelang bisher weder eine Qualifikation für Olympische Spiele noch für Weltmeisterschaften.
Beide Auswahlen konnten jedoch mehrmals an Afrikameisterschaften teilnehmen. Dabei kann als größter Erfolg bei den Frauen der dritte Platz 1997, bei den Männern der 6. Platz 1983 gelten.
Die FAVB veranstaltet zudem nationale Wettbewerbe, darunter die jährlich im Frühjahr als Turnier ausgetragene Beachvolleyball-Landesmeisterschaft Campeonato Nacional de Volei de Praia in der Hauptstadt Luanda.